# En Dødsnat (roman)
En Dødsnat er en selvbiografisk roman fra 1912 af Marie Bregendahl. Romanen beskriver en gårdmandskones død i barselsseng, set gennem den store børnefloks øjne, især den tolvårige ældste datters. Bogen var usædvanlig for sin tid ved fuldstændig usentimentalt at beskrive de skiftende stemninger og følelser blandt den døendes pårørende, tilmed udelukkende set fra de medvirkende kvinders synsvinkel, så at romanens mænd, herunder ægtemanden, kun optræder som statister.
Samtidens kritik af romanen var sporadisk, men overvejende positiv. Den blev et gennembrud for forfatteren og blev i 1920 oversat til tysk og i 1931 til engelsk. En Dødsnat regnes i dag som et dansk hovedværk i skildringen af børns oplevelse af døden.
Romanen er filmatiseret med titlen Du som er i himlen.

## Handling
Romanen, som skildrer en dag og efterfølgende nat på en gård på Skive-egnen i høsttiden omkring 1880, indledes med et varmt portræt af Anne Gram, en åben, tillidsvækkende og altfavnende gårdmandskone, som er travlt beskæftiget med at stå for den store husholdning på bondegården med dens mange tjenestefolk, husdyr og afgrøder. Hun er mor til otte børn og højgravid med nummer ni.
Hen på eftermiddagen sætter veerne ind, og børnene bliver som det var sædvane ved fødsler sendt over til naboerne. Her tilbringer de en stor del af aftenen, i stigende grad overladt til sig selv, i takt med at fødslen viser sig at blive mere og mere vanskelig, og indimellem blæst og byger kan de i det fjerne høre deres mors skrig fra barselssengen, mens utryghed og frygt i stigende grad præger dem, især den ældste datter Lise.
Med Lise i spidsen vælger nogle af de store børn hen mod midnat at trodse de voksnes påbud om at holde sig væk fra gården, og de sniger sig ind i stuehuset. Her erfarer de dels, at deres mor har født en lille dreng, men også at hun har mistet en masse blod under fødslen og nu ligger afkræftet og næsten livløs hen, mens jordemoder og fødselshjælpere lister urolige og rådvilde frem og tilbage mellem barselssengen og køkkenet. I en drøm under sin graviditet har Anne Gram hørt en stemme sige, at hvis der skulle hentes læge til fødslen, ville hun ikke overleve. Derfor stritter hun længe imod, at man sender bud efter lægen, men giver dog til sidst efter. Da lægen ved tretiden om natten ankommer til gården, opdager han snart, at den fødendes liv ikke står til at redde. Gårdmanden, som hele dagen har været på marked i den nærliggende købstad, vender hjem ved denne tid, og de sidste par timer af hans kones liv sidder han lamslået ved barselssengen i det lille soveværelse, efterhånden med hele familien og fødselshjælperne samlet om sig.

## Fortælleteknik
Den tragiske historie fortælles med en for den tid helt usædvanlig nøgternhed og jordnær realisme, blottet for sentimentalitet. Romanen fremstiller det gamle bondesamfunds fatalistiske livsanskuelse, hvor livet går sin gang og er underkastet love, som hverken mennesker eller Gud har nogen særlig indflydelse på. Handlingen opleves helt overvejende set gennem børneflokkens øjne, og i hele romanens midterste del er læseren, ligesom børnene, henvist til at følge begivenhederne på ret stor afstand, hvilket åbner for gisninger og spekulationer mellem de ældste af børnene.
Sammenlignet med andre af den tids romaner om bondelivet, fx Martin Andersen Nexøs Pelle Erobreren (1906-10), Johan Skjoldborgs En Stridsmand (1896) eller Jeppe Aakjærs Vredens Børn (1904), som alle agiterer for politiske budskaber gennem social indignation, lader Marie Bregendahl i En Dødsnat begivenhederne tale for sig selv og overlader det til læseren at drage sine konklusioner om det der sker.

## Filmatisering
En filmatisering instrueret af Tea Lindeburg og med Flora Ofelia Hofmann Lindahl i hovedrollen som Lise vandt i september 2021 flere priser på filmfestivalen i San Sebastian. Filmen, med titlen Du som er i himlen, havde dansk premiere i februar 2022. I filmen ses også skuespillerne Kirsten Olesen, Lisbet Dahl og Thure Lindhardt.